# Еквілібріум
«Еквілібріум» (англ. Equilibrium) — американський фантастичний антиутопічний бойовик 2002 р. режисера Курта Віммера. Головний герой фільму — Джон Престон, клірик (високопоставлений співробітник органів безпеки). У світі фільму всі емоції заборонені, і громадяни змушені вживати щоденні ін'єкції прозіуму (препарату, що пригнічує емоції).

## Сюжет
Події розвиваються у футуристичному та похмурому місті-державі Лібрія. Третя світова війна спустошила планету й міркування про те, що людство, швидше за все, не переживе Четвертої, спонукали лідерів світу створити суспільство, вільне від конфліктів. Людські почуття — основна причина конфлікту, і тому будь-які емоційно стимулюючі матеріали були заборонені. Ці матеріали за рейтингом «ЄС-10» негайно повинні знищуватися спалюванням. Крім того, всі громадяни Лібрії зобов'язані для придушення емоцій вживати регулярні ін'єкції препарату під назвою «прозіум» (аллюзія на антидепресант Прозак), що є у центрі «Еквілібріум».

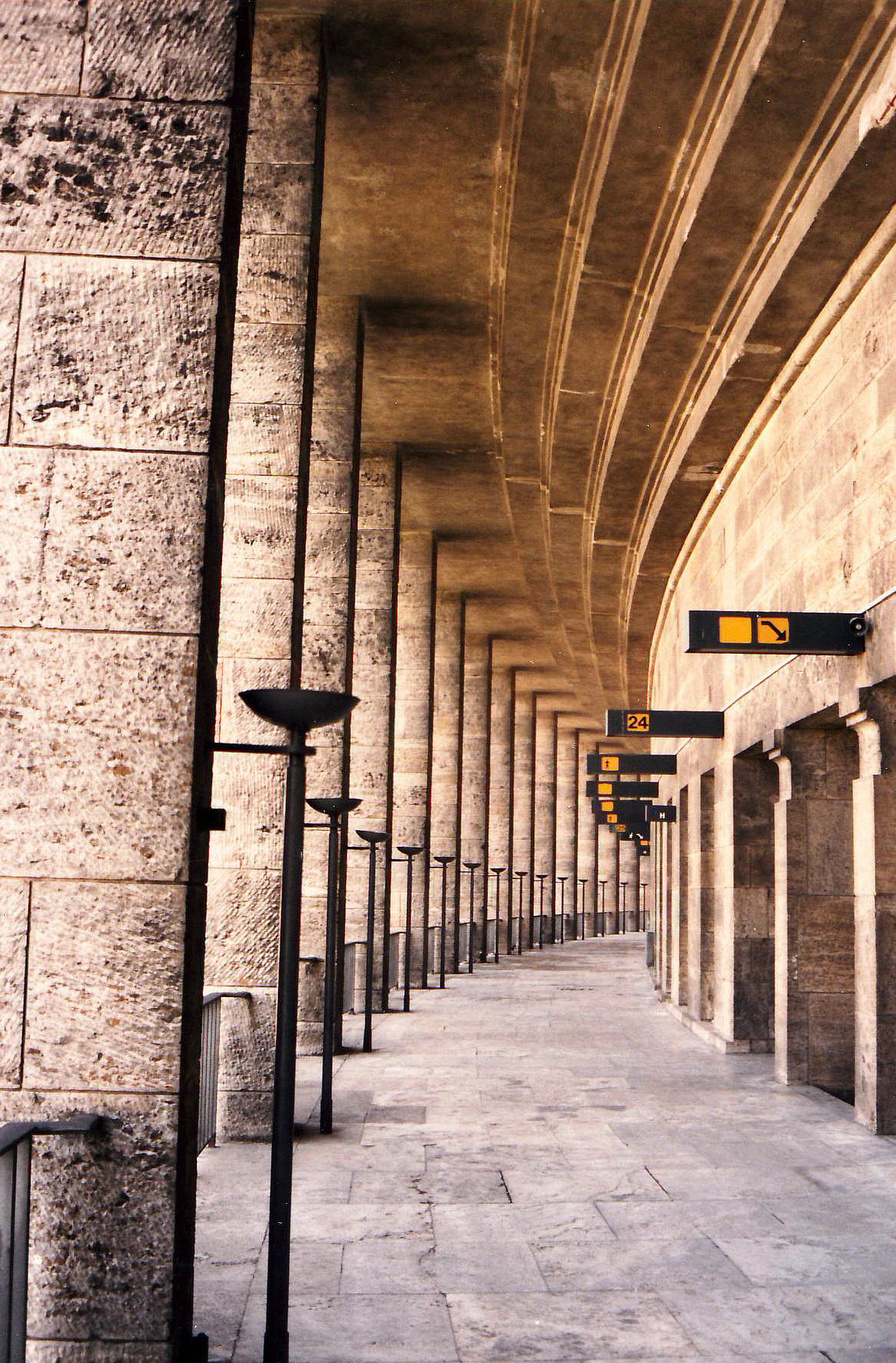
Олімпійський стадіон в Берліні — як уряд Лібрії

Лібрія регулюється радою Тетраграматону, яку очолює самітник, відомий як «Батько» (Шон Пертві). Він ні з ким не взаємодіє за межами владної ради, але його «образ всюдисущого» наявний по всьому місту, перетворюючи його в сильний культ особистості. Рада Тетраграматону прагне створити ідентичне життя для всіх лібрійців і використовує поліцію державного апарату для забезпечення єдності та відповідності. На вершині Лібрії перебувають правоохоронні Жерці Граматону, які навчаються смертельного бойового мистецтва Ґан-ката, що вчить атакувати та захищати себе на основі найбільш статистично ймовірних позицій своїх ворогів під час бою. Жерці існують з метою виявлення і знищення матеріалів ЄС-10 й для проведення, затримання «сенситивних правопорушників», винних у почуттях. Попри зусилля поліції та священнослужителів, в Лібрії існує рух опору, відомий як «Підпілля».
Головний герой фільму, Жрець Граматону першого класу, Джон Престон (Крістіан Бейл), є найбільш високопоставленим священнослужителем Лібрії. Він вдівець, його дружина, Вівіан, була страчена як злочинець почуттів, залишивши йому двох дітей. Після рейду на членів групи опору, Престон помічає, що його партнер, Еррол Партрідж (Шон Бін), взяв із собою копію віршів Йейтса і припинив виконувати свою роботу. Престон вистежує Партріджа, який говорить емоційно та провокує Престона допомогти собі у власному самогубстві. Незабаром після цього Престон випадково розбиває флакон ранкової дози прозіуму та не в змозі отримати заміни в зв'язку з тероризмом в Еквілібріумі. Він починає відчувати емоції.
До Престона призначається новий партнер Брандт (Тайє Діґґз). Після арешту Мері О'Браєн (Емілі Вотсон) через неприйняття прозіуму, емоційна плутанина Джона посилюється під час її допиту. Престон припиняє приймати прозіум і намагається зберегти свою монотонність і бездушність на очах свого сина і все більш підозрілого Брандта. Шукаючи ключ до ефектів Партриджа, Престон швидко вступає в контакт із підпіллям. Його поведінка викликає підозри, і він викликається віце-адвокатом Дюпоном (Енгус Макфадьен). Той пояснює, що він намагається проникнути в підпілля, щоб знищити його. Дюпон говорить йому, що він чув чутки про спробу Жерця приєднатися до опору, і Престон обіцяє знайти цього зрадника. Підпілля ж переконує його вбити Батька, акт чого створить достатню плутанину для того, щоб підірвати бомби на заводах прозіуму в Лібрії. Повстанці вважають, що якщо вони порушать виробництво і розподіл прозіуму, то емоційно розбудять лібрійців піднятися і знищити Раду Тетраграматону.

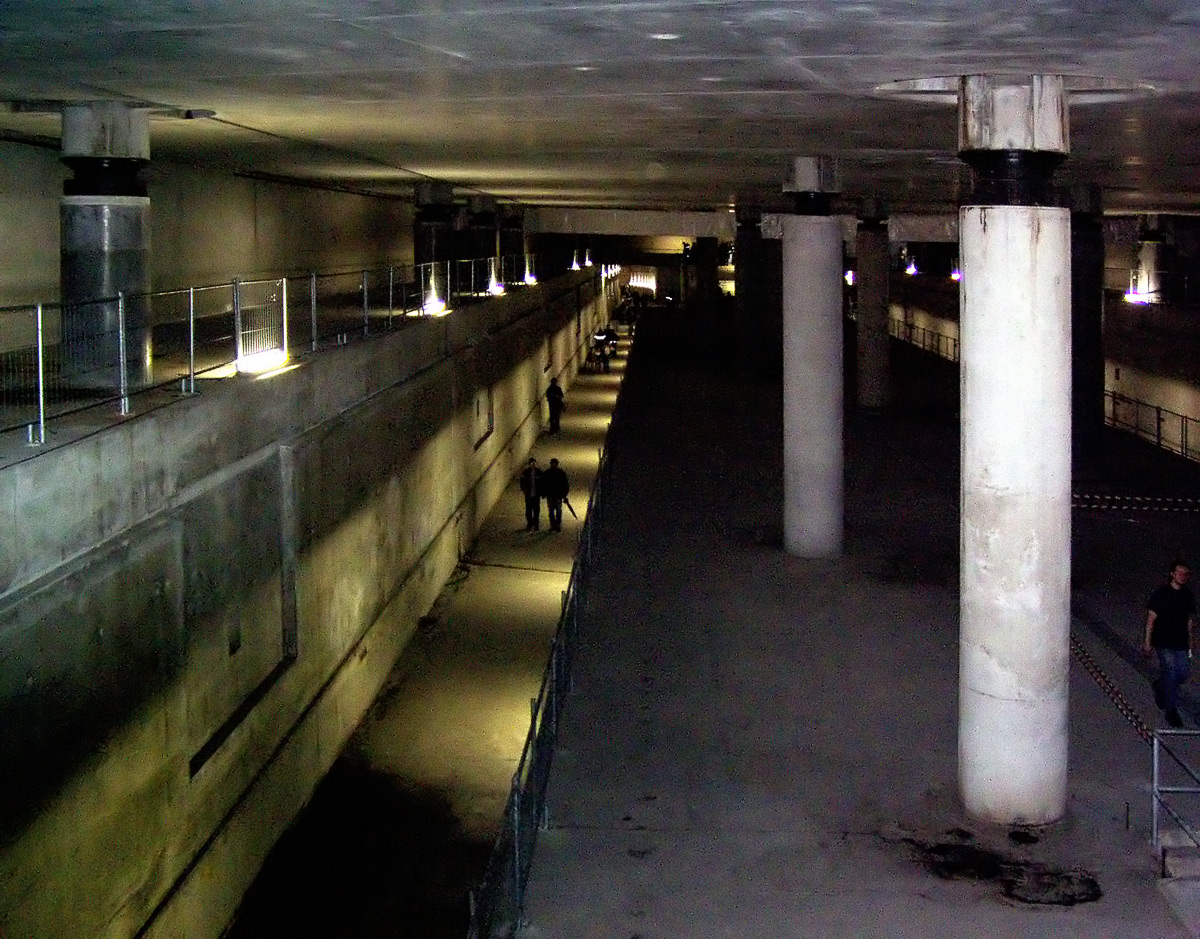
Метро будівлі Рейхстагу як центр Еквілібріуму

Виконання Престоном вироку свідка Мері О'Браєн змушує його плакати безконтрольно, і Брандт заарештовує його. Брандт приводить Престона до Дюпона; Престон, однак, дурить Дюпона, що насправді злочинцем є Брандт. Після звільнення Престон мчить додому, щоб знищити свій Прозіум до того, як його знайде поліція, і стикається зі своїм молодшим сином, який відкриває Престону, що він і його сестра ніколи не приймали прозіум, оскільки мати переконала їх в цьому.
Коли Престон прибув для своєї аудієнції з Батьком, він віддав свій меч, і його під'єднали до поліграфічної машини для допиту. Через екран Батько говорить Престону, показуючи, що він давно знав про емоційний злочин Престона, і поставив арешт Брандта з метою приспання Престону помилкового відчуття безпеки, щоб він здав підпілля. Особа на екрані змінюється, показуючи заступника Ради Дюпона, який пояснює, що справжній Батько помер багато років тому, і що він тепер лідер держави.
У відповідь Престон розкриває свою приховану зброю і схвильований вирушає до офісу компанії Дюпона, де він вбиває його охоронців в бою на мечах. Престон і Брандт стикаються обличчям один до одного, але Престон легко вбиває Брандта, перерізавши йому обличчя. Престон і Дюпон протистоять один одному з пістолетами в битві Ґан-ката, в ході якої Престону вдається взяти гору. Роззброєний Дюпон намагається переконати його, що він може відчувати, але Престон згадує О'Браєн, і стріляє в Дюпона. Потім Престон руйнує машини пропаганди, які транслюють зображення Отця в Лібрії. За допомогою цього відкриття підриваються підземні бомби й ув'язнені звільнені. Фільм закінчується Престоном, що торкається червоної стрічки О'Браєн, і, посміхаючись, дивиться на падіння лібріанського уряду.

## Ролі
- Крістіан Бейл — клірик Джон Престон
- Шон Бін — клірик Еррол Партрідж
- Емілі Вотсон — Мері О'Браєн
- Тайє Діґґз — клірик Брандт
- Ангус Макфадьен — віце-консул Дюпон
- Шон Пертві — Вождь
- Вільям Фіхтнер — Юрген
- Емілі Сіверт — Ліза Престон
- Метью Харбор — Роббі Престон
- Алекса Саммер — Вівіана Престон
- Марія Пія Кальзоне — дружина Престона
- Домінік Перселл — Шеймус

## Виробництво
Велика частина фільмування тривала у різних місцях Берліна через унікальну суміш нацистської та сучасної архітектури останнього. Керівник з візуальних ефектів Тім Макговерн, який працював разом з Куртом Віммером, сказав, що нацистська архітектура була обрана, «щоб зробити почуття індивідуальності маленьким і незначним, а уряд потужнішим». Крім того, сучасна архітектура Берліна підкреслює футуристичний і флегматичний зовнішній вигляд міста-держави Лібрія. Товсті стіни Лібрії схожі на покинуту фортецю, наче військова база НДР, в той час як зовнішній вигляд міста, де багато хто з уцілілих повстанців проживає, були зняті в старезних кварталах Східної Німеччини. На додаток до географічного розташування кілька європейських артдиректорів також внесли істотний внесок у виробництво.

## Музика
| - 1. Grammaton Cleric - 2. Encounter - 3. Cleric Preston - 4. Burned - 5. Evidence - 6. Always Knew - 7. Remember Me - 8. Predict - 9. Abduction - 10. Don't Feel - 11. Libra - 12. Supression - 13. Equilibrium - 14. Breath Is Just A Clock - 15. Gun Katas - 16. Family - 17. Without Love - 18. Prozium - 19. More Reprimand - 20. Massacre - 21. Father's Law - 22. Mary's Museum - 23. Discovered - 24. Kata Moves | - 1. Hiden Souls - 2. Practice - 3. Nether - 4. Try To Scape - 5. Execution - 6. Faith - 7. By Me - 8. Jurgen - 9. You Know Why - 10. Underground - 11. Is Posible - 12. No Time For Love - 13. Final Countdown, Lost - 14. Decision - 15. Betrayed - 16. Confront - 17. You Must Kill Him - 18. Cry For Freedom - 19. Hard To Believed - 20. Nothing To Hide - 21. Master Gun Kata Fight - 22. A New Begining - 23. End Credits - 24. Equilibrium (Withdrawals) - 25. Double Of Equilibrium (Faith) - 26. Equilibrium (Kata Fight) - 27. Equilibrium (Hall Of Mirrors) |

## Культурні відсилання
- У потаємній кімнаті будинку злочинців клірики виявляють велику кількість грамплатівок. Одну з них Престон вирішує прослухати — нею виявилася дев'ята симфонія Людвіга Ван Бетховена. Там же падуча на підлогу куля зі снігом — відсилання до «Громадянина Кейна».
- Вірш, який читав напарник Джона Престона (Крістіан Бейл) Еррол Партрідж (Шон Бін) до того, як був убитий, називається «He Wishes for the Cloths of Heaven». Написав його в 1899 році Вільям Батлер Єйтс.
- На початку фільму, під час промови Вождя, на екранах проносяться кадри з різних відомих подій 20-го століття. Перші кадри демонструють «затримання» Родні Кінга; другий відеосюжет з Адольфом Гітлером з фільму Лені Ріфеншталь «Тріумф волі»; третя сцена оповідає про унікальний інцидент, що стався в Китаї під час заворушень на площі Тяньаньмень у червні 1989 року, коли невідома людина вискочила перед танками.
- Під час конфіскації картин камера помічає полотно з дівчинкою — це «Книга історій» Адольфа-Вільяма Бугро.
- Використання Престона для викриття опору перегукується з роллю Дугласа Квейда у фільмі «Згадати все».

## Критика
Рейтинг фільму на сайті IMDb — 7,3/10. На Rotten Tomatoes «Еквілібріум» має 40 % схвальних відгуків від критиків і 81 % від пересічних глядачів. На Metacritic середня оцінка складає 33 бали зі 100, що вказує на «переважно несхвальні відгуки».
Нев Пірс для BBC писав, що «Еквілібріум» вторинний щодо «Матриці», «Метрополісу» та «Бразилії», а його сюжет нагадує підліткову фантазію, де видовищність важливіша за сенс. І все ж, фільм має гарну акторську гру та декорації, тому його не можна назвати поганим наслідуванням більш оригінальних фільмів.
Критик Роджер Еберт зробив висновок, що фільм «не містить багато глибоких роздумів», але заявляє: «Свобода поглядів є загрозою для тоталітарних систем. Диктатури як ліві, так і праві лякаються думкою про те, що їхні громадяни занадто багато думають або надто веселяться».

### Касові збори
Бюджет фільму склав $20 млн; касові збори — $1,2 млн у Північній Америці та $4.1 млн у світі — в цілому $5,3 млн. Також було зазначено, що «Еквілібріум» показувався тільки в 301 кінотеатрі США, що підтверджує: більша частина доходів прийшла з країн далекого закордоння.

## Цікаві факти
- Пістолети, що використовують клірики, — тюнінгований гібрид з Beretta 92FS і Beretta 93R. Так само, в сцені перестрілки в палаці можна помітити, що на пістолетах встановлені чотиристоронні дульні компенсатори, що дають спалах полум'я у вигляді чотирьох букв «Т» — символу Грамматон кліриків.
- В епізоді з собакою було використане щеня бернського вівчарського собаки.
- В епізоді розстрілу собак, де чути звук дробовика, насправді солдат стріляє зі снайперської гвинтівки WA2000.
- Раніше Тайє Діґґз і Вільям Фіхтнер вже були в одній акторській команді на зйомках фільму «Екстазі» 1999 р.
- Домінік Перселл і Вільям Фіхтнер потім зіграли разом у серіалі «Втеча». Потім Крістіан Бейл і Вільям Фіхтнер зіграють у фільмі «Темний лицар».
- У сцені, коли з-під підлоги витягують «Мону Лізу», вона написана на полотні. Насправді картина виконана на дошці. Ймовірно, відсилання до «Усмішки» Бредбері.
- На початку фільму Батько завершує свою промову, роз'яснюючи історію виникнення лібріанского режиму, словами: «Але вітаю вас, лібрійці! Всупереч своїй людській природі ви перемогли!» У цей момент слухачі встають і починають аплодувати, в першому з них можна впізнати Юргена — лідера підпілля (опору). Ця сцена перегукується з іншою, де Юрген буде пояснювати Престону, що деяким людям потрібно відмовитися від емоцій, щоб інші могли дозволити собі «цю розкіш».
- У фільмі «Термінатор: Спасіння» 2009 р. сцена зустрічі Маркуса в білому костюмі і Скайнет є відсиланням до «Еквілібріума». В обох фільмах грає Крістіан Бейл.